# Zyprischer Fußballpokal 1963/64
Der Zyprische Fußballpokal 1963/64 war die 22. Austragung des zyprischen Pokalwettbewerbs. Er wurde vom zyprischen Fußballverband ausgetragen. Das Finale fand am 5. Juli 1964 im GSP-Stadion von Nikosia statt.
In dieser Saison wurde die Meisterschaft aufgrund politischer Unruhen in Zypern ausgesetzt, sodass der Pokal die einzige Trophäe war, die verliehen wurde. Es nahmen nur sieben Mannschaften aus der First Division teil. Pokalsieger wurde Anorthosis Famagusta. Das Team setzte sich im Finale gegen Titelverteidiger APOEL Nikosia durch. Anorthosis qualifizierte sich durch den Sieg für den Europapokal der Pokalsieger 1964/65.
Alle Begegnungen wurden in einem Spiel ausgetragen. Bei unentschiedenem Ausgang wurde das Spiel um zweimal 15 Minuten verlängert. Stand danach kein Sieger fest, folgte ein Wiederholungsspiel auf des Gegners Platz.

## Teilnehmer
| First Division (7)                                                       | First Division (7)                                            |
| ------------------------------------------------------------------------ | ------------------------------------------------------------- |
| - Anorthosis Famagusta - AEL Limassol - APOEL Nikosia - Apollon Limassol | - Nea Salamis Famagusta - Olympiakos Nikosia - Omonia Nikosia |

## Viertelfinale
|                      | Gesamt  |                       | Hinspiel | Rückspiel |
| -------------------- | ------- | --------------------- | -------- | --------- |
| AEL Limassol         | 2:2     | Apollon Limassol      | 1:1      | 1:1       |
| Anorthosis Famagusta | 3:1     | Nea Salamis Famagusta | 1:0      | 2:1       |
| APOEL Nikosia        | 3:2     | Omonia Nikosia        | 1:1      | 2:1       |
| Olympiakos Nikosia   | Freilos |                       |          |           |

### Entscheidungsspiel
|              | Ergebnis |                  |
| ------------ | -------- | ---------------- |
| AEL Limassol | 4:1      | Apollon Limassol |

## Halbfinale
|                      | Ergebnis  |               |
| -------------------- | --------- | ------------- |
| Anorthosis Famagusta | 5:1       | AEL Limassol  |
| Olympiakos Nikosia   | 1:1 n. V. | APOEL Nikosia |

### Entscheidungsspiel
|               | Ergebnis |                    |
| ------------- | -------- | ------------------ |
| APOEL Nikosia | 4:2      | Olympiakos Nikosia |

## Finale
| Paarung  | Anorthosis Famagusta – APOEL Nikosia                                                         |
| Ergebnis | 3:0 (0:0)                                                                                    |
| Datum    | 5. Juni 1964                                                                                 |
| Stadion  | GSP-Stadion, Nikosia                                                                         |
| Tore     | 1:0 Kostakis Andreou „Kokkinis“ (59.) 2:0 Mavrikios Asprou (73.) 3:0 Dimitris Zangylos (75.) |